# Speakers’ Corner

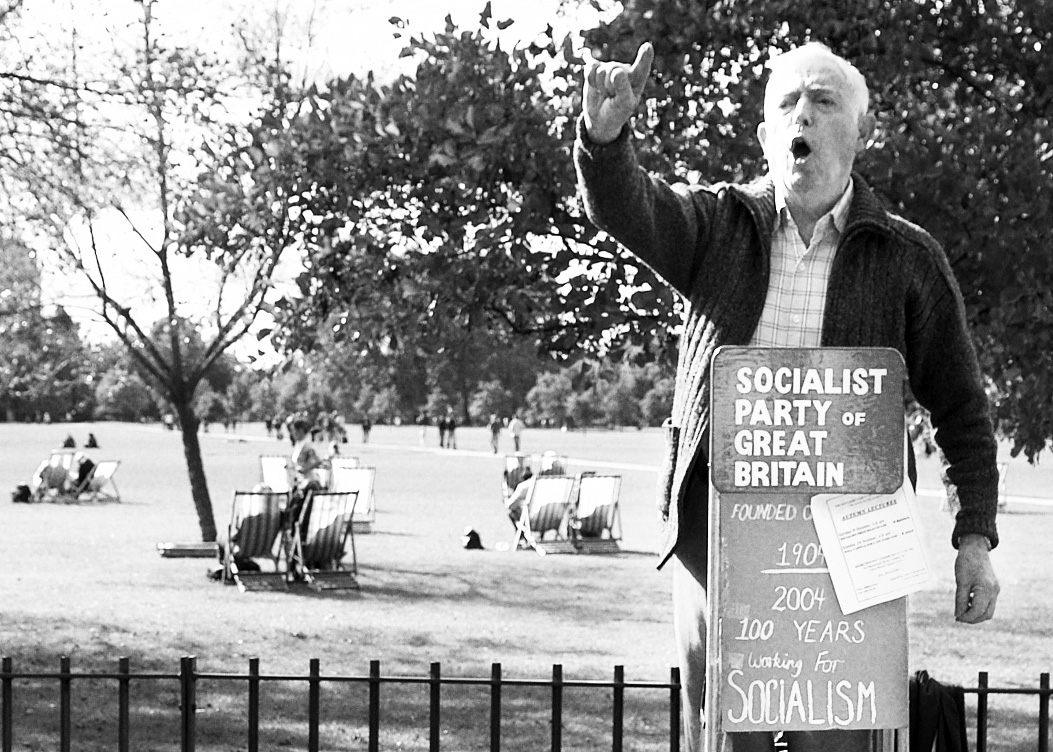
Redner mit Plakat in Speakers’ Corner (2005)

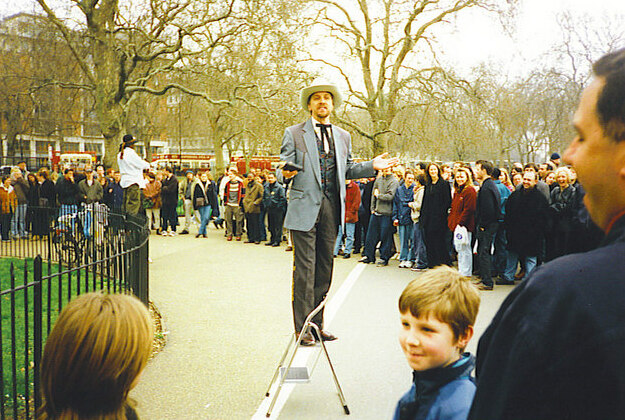
Redner und Publikum

Speakers’ Corner (englisch für „Ecke der Redner“) ist ein Versammlungsplatz am nordöstlichen Ende des Hyde Parks in London in unmittelbarer Nachbarschaft zum Marble Arch. Durch einen Parlamentsbeschluss vom 27. Juni 1872 (Royal Parks and Gardens Regulation Act) darf hier jeder ohne Anmeldung einen Vortrag zu einem beliebigen Thema halten und auf diesem Weg die Vorbeigehenden um sich versammeln. Hinweisschilder weisen aber darauf hin, dass die Britische Monarchie und die königliche Familie nicht Inhalte einer Rede sein dürfen.
Typischerweise stellen sich die Redner auf eine mitgebrachte Kiste, um etwas erhöht sprechen zu können, wovon der Ausdruck Soapboxing abgeleitet ist. Die Kisten werden zusehends von kleinen Trittleitern abgelöst.
Berühmtheiten wie Karl Marx, Lenin und George Orwell sprachen schon am Speaker's Corner. Im Wahlkampf sieht man dort zuweilen auch Vertreter der großen Parteien.
Am 18. März 1945 starben drei Menschen, als Speakers’ Corner von einer „V2“-Rakete getroffen wurde.